# Sobral
Sobral là một đô thị thuộc bang Ceará, Brasil. Đô thị này có diện tích 83,32 km², dân số năm 2007 là 175814 người, mật độ 82,81 người/km².